# Elise Thorvildsen
Elise Thorvildsen (født Frederiksen 23. januar 1916, København, død 17. november 1998) var en dansk arkæolog, der især var kendt for sit arbejde med oldtidens moselig og den unikke plads Dankirke fra yngre jernalder. Hun var mag.art. i forhistorisk arkæologi og arbejdede som museumsinspektør på Nationalmuseet. Elise Thorvildsen blev gift med overantikvar og arkæolog Knud Thorvildsen 27. August 1941 i København.

## Karriere
I 1952 blev Elise Thorvildsen den første kvindelige mag.art. i forhistorisk arkæologi fra Københavns Universitet. Thorvildsen arbejdede som museuminspektør på Nationalmuseets 1. Afdeling, Danmarks Oldtid, og deltog i årtier aktivt i museets udgravninger, forskning og samlinger. Hun var desuden redaktør på bogen Med Arkæologen Danmark Rundt og sagkyndig på Carl Otto Petersens tre film om Danmarks Oldtid fra 1958.

### Moselig og menneskeofringer
Thorvildsen er kendt for sin forskning i moselig, og har blandt andet forsket i moseligene fra jernalderens Borremose. Der er fundet fire moselig i Borremosen, og fundet af en mand i 1947 faldt sammen med at Thorvildsen rejste i området for Nationalmuseet. Derfor samarbejdede hun med Vesthimmerlands Museum om at tage moseliget op af mosen, og udgravede det efterfølgende på Nationalmuseet.

I dansk arkæologi hænger P.V. Glob tæt sammen med forskningen i moselig, men Thorvildsen publicerede faktisk sine tolkninger af moselig som menneskeofringer i 1952 før Glob i 1966. Thorvildsen delte moselig ind i to grupper. Den første gruppe beskrives som ofre for enten en ulykke eller en forbrydelse. Den anden gruppe beskrives som en gruppe med en rituelt præg, de har et eller flere af disse træk:
"Den døde er nøgen, men har oftest klædningsstykker med sig; kan have været udsat for vold, subsidiært partering; kan have med sig et kar; kan være anbragt sammen med marksten, grene eller tildannede kæppe; flere lig kan findes i samme mose” (citat Elise Thorvildsen 1952, S. 35).

### Med Arkæologen Danmark Rundt
Thorvildsen redigerede sammen med Stephan Kehler opslagsværket Med Arkæologen Danmark Rundt, der udkom første gang i 1961 som en del af serien Politikens Håndbøger. Det er en lommebog med nyttig viden om Danmarks Oldtid. Siden bogen udkom for første gang i 1961, er den udkommet i fire reviderede udgaver. Den seneste er fra 1974, og blev redigeret af Thorvildsen & Mogens Rud.

### Dankirke
Dankirke er en meget berømt plads fra jernalderen nær Vester Vedsted sydvest for Ribe. Pladsen er særligt kendt for sit komplekse og rige fundmateriale, der tyder på at pladsen var central i forhold til netværk og kontakt via Nordsøen. I de senere år har den danske arkæolog Morten Søvsø forsket indgående i Dankirke. Pladsen er desuden mulig at tilgå online via en ældre hjemmeside fra Kulturarvsstyrelsen med Digitale Udgravnings Arkiver.
Dankirke har spillet en central rolle i diskussionen om vikingetidens Ribes forgænger, og en amatørarkæologs undersøgelser i området i 1964 førte til fundet af et stolpehul med rige fund. Derefter blev fundet anmeldt til lokalmuseet, der overdrog sagen til Nationalmuseet. For Nationalmuseet foretog Thorvildsen seks udgravningskampagner som udgravningsleder fra 1965-1970, hvorved der i alt blev udgravet 3.200 m2 af pladsen. Et af de mest berømt fund fra Dankirke er det brændte hus Vb, der indeholdt store mængder drikkeglas og våben.